# Michael Herr
Michael Herr est un journaliste, écrivain, correspondant de guerre et scénariste américain né le 13 avril 1940 à Lexington, dans l'État de Kentucky, et mort le 23 juin 2016 à Delhi, dans l'État de New York.

## Biographie
Michael Herr passe un an au Viêt Nam comme correspondant de guerre pour le magazine Esquire. Il restituera cette expérience dans son célèbre livre Dispatches (édité en 1977, puis traduit en français, sous le titre Putain de mort en 1980 et réédité en 1996 et 2010). Il a écrit d'autres livres comme Las Vegas, The Big Room (avec Guy Peellaert) et a collaboré aux scénarios d'Apocalypse Now, de Full Metal Jacket ou encore de L'Idéaliste.

## Publications
- Putain de mort, Albin Michel, 1980 ((en) Dispatches, Knopf, 1977), trad. Pierre Alien, 265 p.  (ISBN 978-2226008930)
- (en) The Big Room: Forty-Eight Portraits from the Golden Age (avec Guy Peellaert), 1987  (ISBN 0-671-63028-8)
- (en) Walter Winchell: A Novel, 1990  (ISBN 0-679-73393-0) ; trad. fr. Elisabeth Peellaert, Walter Winchell, Juillard, 185 p., 1992  (ISBN 978-2260008040) ; rééd. La Découverte, coll. "Culte Fictions", 196 p., 2003  (ISBN 978-2707139689)
- (en) Kubrick, Grove, 2000  (ISBN 0-8021-3818-7) ; trad. fr. Erwann Lameignère, C'était Kubrick, Séguier, 112 p., 2021  (ISBN 978-2840498162)